# Батаки
Бата́ки (самоназва, індонез. Suku Batak) — група споріднених народів на Суматрі (Індонезія).

## Територія проживання і чисельність
Батаки населяють північні та північно-західні райони острова Суматра, зокрема в районі озера Тоба. У другій половині XX ст. широко розселилися по всій Індонезії, найбільше на островах Суматра та Ява.
Чисельність батаків в Індонезії за даними перепису населення 2010 року становила 8 466 969 осіб. Це третя за величиною етнічна група країни, яка становить 3,58 % її населення. Найбільші групи проживали в провінціях Північна Суматра — 5 785 716 осіб, Ріау — 691 399 осіб, Західна Ява — 467 438 осіб, Джакарта — 326 645 осіб, Західна Суматра — 222 549 осіб, Острови Ріау — 208 678 осіб, Ачех — 147 295 осіб, Бантен — 139 259 осіб та Джамбі — 106 249 осіб.

## Антропологія, мова, субетноси і релігія
Батаки — південні монголоїди.
Розмовляють батацькими мовами австронезійської мовної родини. Поширена також індонезійська мова.
Використовують латинську абетку. В минулому існувало власне алфавітно-складове письмо, яке походить від давнього південноіндійського письма паллава, що є різновидом брахмі.
Поділяються на субетнічні групи: тоба-батаки, каро-батаки, сималунгун (тимур), пакпак (дайрі), мандайлінг та ангкола.
62 % батаків — християни (католики та протестанти), 36 % — мусульмани-суніти, решта зберігає традиційні вірування. Найбільш ісламізованою групою є мандайлінги, традиційні вірування збереглися переважно у каро-батаків. Батацька традиційна релігія включає цілий пантеон богів, імена яких запозичені з індуїзму, анімізм, культ предків; існують жерці (дату) та шамани (сибасо).

## Історія
Батаки є корінним населенням Північної Суматри, типовими представниками давньої індонезійської (протомалайської) культури. Зазнали впливу з боку середньовічних держав Яви та Суматри: індуїстського Маджапагіту, буддійської Шривіджаї та ін.
До XIX ст. мали мінімальні контакти із зовнішнім світом. У сималунгунів та мандайлінгів у XIX ст. почали формуватись вождівства. Аж до 1920-х рр. у батаків практикувалися рабство, ритуальний канібалізм, «полювання за головами».
На початку XIX ст. мандайлінги прийняли від мінангкабау іслам. Протягом 1833—1908 рр. батаки чинили впертий опір голландському завоюванню, але врешті були підкорені колонізаторами. З кінця XIX ст. серед тоба та інших груп батаків стало поширюватись християнство.
Завдяки цим геополітичним змінам у кінці XIX — на початку XX ст. батаки сприйняли багато елементів загальноіндонезійської та європейської культур. До середини XX ст. вони перетворилися на один із найбільш розвинених і активних в соціально-економічному плані народів Індонезії.

## Господарство, соціальна організація і побут

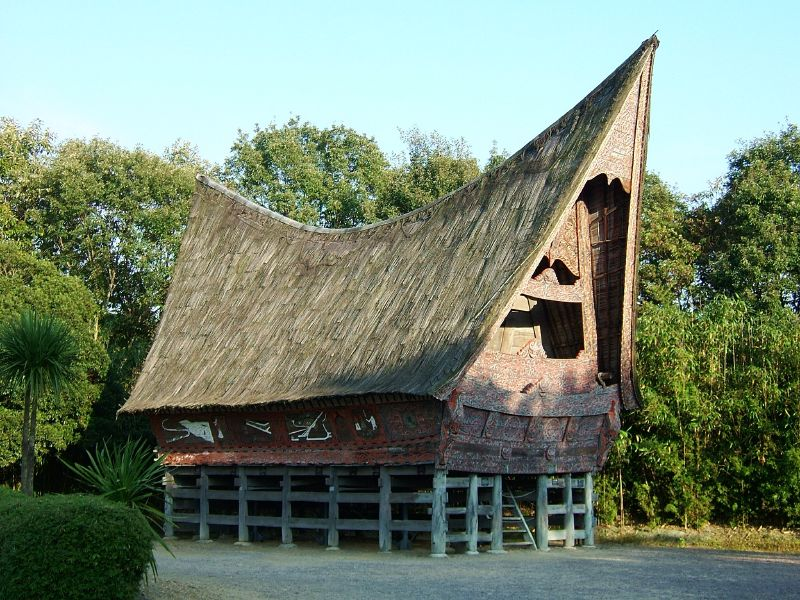
Традиційне житло батаків-тоба

Основне традиційне заняття батаків — орне землеробство. Головною культурою є рис, вологий в долинах і суходільний на схилах гір. Вирощують також касаву, батат, овочі, фрукти, цукрову тростину, кавове дерево, тютюн, кукурудзу тощо. Розводять буйволів, коней, займаються рибальством, торгівлею.
Із ремесел розвинуті ткацтво, фарбування тканин, гончарство, обробка металів, плетіння, різьблення по дереву, слоновій кістці, міді, будівництво човнів.
У батаків сформувалася власна інтелігенція. Багато представників народу працює у нафтовидобуванні, менше — на плантаціях.
У побуті батаків зберігаються залишки родоплемінного ладу і патріархальних відносин.
Сільські громади (гута) батаків складаються з патрилінійних родових груп (марга). Потомки першопоселенців утворюють провідну групу, що зветься марга-раджа. Представники марга формують виборну раду, яка керує сільською громадою. Очолює раду представник марга-раджа. Рада виконує також судові функції, які здійснюються на основі звичаєвого права (адату).
Традиційною формою сім'ї у батаків є велика патрилокальна сім'я, поширюється мала нуклеарна сім'я. Мають місце левірат, сорорат, перевага надається кроскузенним шлюбам, у батаків-мусульман дозволяється полігінія.
Батацькі села налічують від 5 до 20 великих хат, мають громадську хату (сопо) і комори для зберігання рису. Хати ставлять на палях, вони мають каркасну конструкцію. Характерною деталлю є високий сідлоподібний дах. Внутрішні перегородки збирають із циновок. Хати вождів та старійшин фарбують у чорний, білий та червоний кольори. Починаючи із середини XX ст. стали користуватися наземним житлом загальноіндонезійського типу.
Традиційний чоловічий одяг складається зі штанів, сорочки з глухим коміром та куртки. Жінки носять чорний або синій каїн (шматок полотна, що обгортає тіло у вигляді спідниці), хустку через праве плече, різноманітні прикраси (масивні срібні серги, браслети з міді або раковин, мідні намиста, кільця). На голову і чоловіки, й жінки вдягали хустки. Сучасні батаки носять одяг європейський і загальноіндонезійський (жінки) одяг.
Основу харчування становить рис з овочевими приправами, сушена, рідше свіжа та ферментована риба, на свята їдять м'ясо (у тому числі й собаче).
Зберігається розповідний і музично-танцювальний фольклор, міфологія. Особливе місце займають етногенетичні легенди про культурного героя на ім'я Сі Раджа Батак.